# 1954 en Lorraine
Chronologie de la Lorraine
- 1950
- 1951
- 1952
- 1953
- 1954
- 1955
- 1956
- 1957
- 1958

Cette page est une liste d'événements qui se sont produits durant l'année 1954 en Lorraine.

## Événements

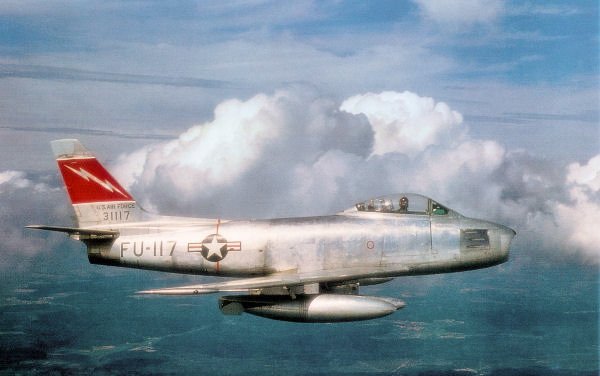
F-86 Sabre.

- Construction à Azerailles de l'église Saint-Laurent construite par Jean Bourgon[1].
- Début de la construction de la Cité canadienne de Longuyon, destinée à abriter les familles des aviateurs canadiens de la base aérienne de Marville active dans le cadre de l'OTAN. La cité était prévue pour abriter 417 familles et comprenait, en plus des logements des écoles, aires de jeux et terrains de sports[2].
- Maurice Chanal et Antoine Taccone sur Porsche 356 1500, remportent le rallye de Lorraine[3].
- Création de la Société pour l'Équipement du Bassin Lorrain (SEBL)[4].
- Création de l'  Association du musée archéologique de Liffol-le-Grand[5].
- Entre 1954 et 1955, les F-86H Sabre du 366th Fighter Bomber Wing d'Alexandria Air Force Base en Louisiane et du 312th Fighter Bomber Wing de Clovis Air Force Base au Nouveau-Mexique effectuent des rotations sur la base de Toul-Rosières[6].
- L'écrivain Henry de Montherlant annonce qu'il possède un masque romain en bronze, découvert à Conflans-en-Jarnisy en 1908[7],[8],[9].
- Éliane Wéber est élue reine de la mirabelle[10]
- Mise en service des centrales thermiques de Grosbliederstroff et de Richemont [11].
- Début de l'activité de la plate-forme chimique de Carling[11].
- Érection d'un monument aux Goumiers marocains à la Croix des Moinats. Inauguration en présence du général Augustin Guillaume[12] qui les commandait à la fin de la seconde guerre mondiale.

- 16 octobre : visite du président René Coty en Meurthe-et-Moselle[4].
- Décembre : la 21e escadrille de chasseurs-bombardiers (future 21st Space Wing) est transférée de la base aérienne George en Californie à la base aérienne de Chambley-Bussières. Parmi les pilotes, Michael Collins (astronaute), futur équipier de la mission Apollo 11, qui vole à cette époque sur un le F-86 Sabre[13].

## Naissances

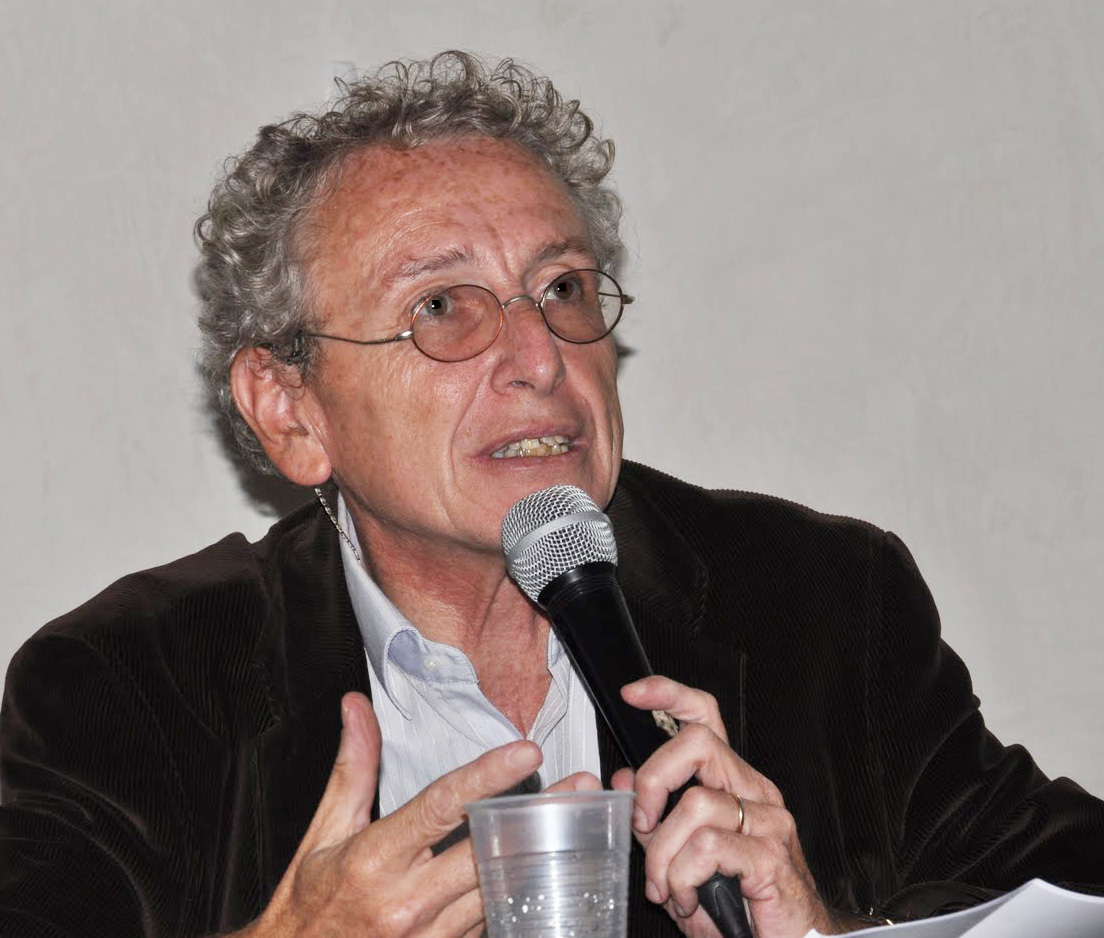
Alain Michel en conference à Jerusalem en 2012

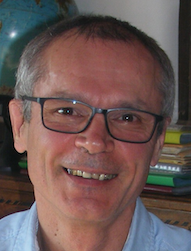
Denis Serre

- Philippe Boivin, compositeur français contemporain, né en 1954 à Metz.
- à Nancy : Christian Veillet, astronome français.
- 13 mai à Nancy : Alain Michel, historien français[14], qui vit en Israël depuis 1985. Il est également rabbin du mouvement Conservative (Massorti) et dirige la maison d'édition Elkana, qu'il a créée en 2003. Il est spécialiste de l'histoire de la Shoah en France et a travaillé de nombreuses années à l'institut Yad Vashem.
- 16 mai à Nancy : Jean-Marcel Goger, historien et universitaire français. Professeur honoraire à l’UPVD, Université de Perpignan, il est historien en histoire économique des époques contemporaine et moderne, spécialiste de l’histoire des routes à l’époque moderne.
- 28 mai à Souilly : Driss Benhima (en arabe : إدريس بنهيمة),  ingénieur marocain ayant occupé des postes importants dans le secteur public et l'administration marocaine. Depuis 2016, il contribue à la réflexion en matière de politique publique et de gestion territoriale[15],[16],[17].
- 2 juin à Briey : Claude Greff, femme politique française. Députée d'Indre-et-Loire à partir de 2002, elle est secrétaire d'État chargée de la Famille de juin 2011 à mai 2012 au sein du gouvernement François Fillon III.
- 21 juin à Metz : Mike MacDonald, mort le 17 mars 2018[18] à Ottawa[19], acteur et scénariste canadien.
- 24 juin à Nancy : Christine Van de Putte, écrivaine, réalisatrice et scénariste française.
- 1 juillet à Yutz : Patrick Weiten, homme politique français, président de la fédération UDI de la Moselle, coordinateur Grand-Est pour le Parti radical.
- 25 août  :
  - à Béchy : Patrick Remy, footballeur puis entraîneur français. Il joue au poste d'ailier droit du début des années 1970 au milieu des années 1980.
  - à Nancy : Pascal Baeumler, réalisateur français.
- 21 septembre à Sarrebourg : Christian Streiff, personnalité française du monde des affaires. Après une longue carrière chez Saint-Gobain comme ingénieur et cadre dirigeant jusqu'au poste de directeur-général délégué et un bref passage à EADS comme président d'Airbus, il est de 2007 à 2009 le PDG de PSA Peugeot Citroën. Après son accident vasculaire cérébral en 2008, il se voit contraint de délaisser ces fonctions pour ne conserver que celles d'administrateur de grandes entreprises comme le groupe Crédit agricole, ce qui le pousse ensuite à devenir investisseur privé dans de jeunes entreprises[20].
- 14 septembre à Metz : Jean-Luc Marx, haut fonctionnaire français. Premier adjoint au maire de Cahors depuis mai 2020, il a été préfet de la région Grand-Est, de la zone de défense et de sécurité Est et du Bas-Rhin de juillet 2017[21] à mars 2020.
- 23 septembre à Knutange : Claude Frisoni, écrivain, acteur, régisseur et directeur culturel français ayant fait la plus grande partie de sa carrière au grand-duché de Luxembourg.
- 9 octobre à Baccarat : Daniel Gisiger, coureur cycliste suisse, spécialiste de la piste et du contre-la-montre sur route. Il a été formé à Bienne, au RC Olympia Biel-Bienne. Il est devenu ensuite entraîneur national sur piste.
- 1 novembre à Nancy : Denis Serre, mathématicien français, professeur à l’École normale supérieure de Lyon. Il est le neveu du mathématicien français Jean-Pierre Serre.
- 29 novembre à Sarrebourg : Pascale Houbin, danseuse et chorégraphe française de danse contemporaine[22].
- 13 décembre à Mirecourt : Gérard Welzer, avocat et homme politique français.

## Décès
- 15 janvier à Nancy : Louis Marchal (1871-1954), architecte français du mouvement Art nouveau.
- 11 septembre à Nancy : Jean Lionel-Pèlerin, né le 18 mai 1901 , homme politique français de la IVe République, maire de Nancy (1947-1953) et sénateur.
- 6 décembre à Nancy : Antonia Corisande Élisabeth de Gramont, née le 23 avril 1875 à Nancy, femme de lettres et aristocrate française, surtout connue pour sa longue relation homosexuelle avec Natalie Clifford Barney. Surnommée « la duchesse rouge », ou « Lily » dans le cercle familial, elle écrivait sous son nom de femme mariée, Élisabeth de Clermont-Tonnerre, ou sous celui d'Élisabeth de Gramont.